# Pogonosoma minor
Pogonosoma minor är en tvåvingeart som beskrevs av Friedrich Hermann Loew 1869. Pogonosoma minor ingår i släktet Pogonosoma och familjen rovflugor. Inga underarter finns listade i Catalogue of Life.